# The Cross of Changes
The Cross of Changes es el segundo álbum del proyecto musical Enigma, publicado en 1993 tras el éxito de su primer disco MCMXC a.D. editado tres años antes.
El álbum llegaría al n.º 1 en el Reino Unido, al n.º 4 en Suiza, al n.º 5 en Alemania y Austria, y al n.º 9 en los Estados Unidos.

## Generalidades
La canción más destacable del álbum fue «Return to Innocence», que fue editada como sencillo y que aparece en varias bandas sonoras de películas. The Cross of Changes presentó un sonido más influenciado por el rock, mientras que los cantos gregorianos presentes en el anterior disco fueron reemplazados por cantos étnicos en éste. Los cantos de la tribu de los amis (nativos de Taiwán) en «Return to Innocence» fueron muchas veces confundidos con cantos de nativos americanos.

## Partes sampleadas
La intervención vocal hecha por Michael Cretu en «I Love You... I'll Kill You» le fue inspirada por la de Robert Plant en el tema de Led Zeppelin «The Battle of Evermore». También sampleó para «I Love You... I'll Kill You» la base rítmica de Genesis en Fading Lights y la armónica de Black Sabbath en «The Wizard». 
De Genesis es también la base rítmica en «Dreaming While You Sleep» que el músico sampleó para «Silent Warrior». 
Para «Return to Innocence», Michael Cretu extrajo la base rítmica de John Bonham en el tema «When the Levee Breaks», de Led Zeppelin. 
Finalmente, para «The Eyes of Truth», su segundo sencillo, Cretu sampleó el tema «Ultraviolet (Light My Way)», de U2; «A Survivor's Tale», de Anne Dudley y Jaz Coleman; la conversación de la NASA que usara Vangelis para el «Mare Tranquillitatis» de su álbum Albedo 0.39; y la base rítmica de Peter Gabriel en «Kiss That Frog».  

## Listado de canciones

### Álbum original
1. «Second Chapter» — 2:16
2. «The Eyes of Truth» — 7:13
3. «Return to Innocence» — 4:17
4. «I Love You... I'll Kill You» — 8:51
5. «Silent Warrior» — 6:10
6. «The Dream of the Dolphin» — 2:47
7. «Age of Loneliness» («Carly's Song») — 5:22
8. «Out from the Deep» — 4:53
9. «The Cross of Changes» — 2:23

Todos los temas compuestos por Curly M.C., excepto la letra en (4) por D. Fairstein/Curly M.C. y en (6) por D. Fairstein.

### Edición especial limitada
Publicado el 21 de noviembre de 1994 en un disco chapado en oro de 24 quilates, contenía tres remezclas adicionales:
- «Return to Innocence» (Long & Alive Version) — 7:07
- «Age of Loneliness» (Enigmatic Club Mix) — 6:23
- «The Eyes of Truth» (The Götterdämmerung Mix) — 7:18

## Créditos
- Andreas Harde (acreditado como «Angel») – Vocalista en «Return to Innocence».
- Michael Cretu (acreditado como «Curly M.C.») – Vocalista, voces, productor, ingeniero de sonido.
- Sandra – Vocalista
- Peter Cornelius – Guitarra
- Jens Gad – Guitarra
- Louisa Stanley – Vocalista, voces

## Posicionamiento en las listas y certificaciones
| Lista (Dic. 1993-Feb. 1994) | Posición más alta | Certificación                |
| --------------------------- | ----------------- | ---------------------------- |
| Alemania                    | 5                 | (BMieV: 1996)                |
| Australia                   | 2                 |                              |
| Austria                     | 5                 |                              |
| Estados Unidos              | 9                 | 2× (RIAA: mayo de 1996)      |
| Europa                      | 2                 | (IFPI: 1996)                 |
| Francia                     | 9                 | (SNEP: 1994)                 |
| Italia                      | 19                |                              |
| Noruega                     | 5                 |                              |
| Nueva Zelanda               | 1                 |                              |
| Países Bajos                | 7                 |                              |
| Reino Unido                 | 1                 | 2× (BPI: septiembre de 2003) |
| Suecia                      | 3                 |                              |
| Suiza                       | 4                 |                              |

| Año  | Sencillos             | Posición en las listas | Posición en las listas    | Posición en las listas  | Posición en las listas | Posición en las listas | Posición en las listas | Posición en las listas      | Posición en las listas |
| Año  | Sencillos             | Bandera de Alemania    | Bandera de Estados Unidos | Bandera del Reino Unido | Bandera de Suiza       | Bandera de Francia     | Bandera de Italia      | Bandera de los Países Bajos |                        |
| ---- | --------------------- | ---------------------- | ------------------------- | ----------------------- | ---------------------- | ---------------------- | ---------------------- | --------------------------- | ---------------------- |
| 1993 | «Return to Innocence» | 5                      | 4                         | 3                       | 5                      | 7                      | 6                      | 8                           | 2                      |
| 1994 | «The Eyes of Truth»   | —                      | —                         | 21                      | —                      | —                      | —                      | 38                          | —                      |
| 1994 | «Age of Loneliness»   | —                      | —                         | 21                      | —                      | 10                     | —                      | 40                          | —                      |
| 1994 | «Out from the Deep»   | —                      | —                         | —                       | —                      | —                      | —                      | —                           | —                      |